# Ljudmila Ninova
Ljudmila Ninova (bulgarisch Людмила Нинова, Ljudmila Ninowa, engl. Transkription Lyudmila Ninova, auch Ninova-Rudoll; * 25. Juni 1960 in Kula) ist eine österreichische Weit- und Dreispringerin bulgarischer Herkunft.
1986 wurde sie im Weitsprung jeweils Fünfte bei den Halleneuropameisterschaften in Madrid und bei den Europameisterschaften in Stuttgart, 1987 Neunte bei den Weltmeisterschaften in Rom und Zweite bei der Universiade.
Nachdem sie die österreichische Staatsangehörigkeit erlangt hatte, wurde sie 1991 Siebte im Weitsprung bei den Weltmeisterschaften in Tokio. 1992 wurde sie Dritte im Weitsprung und Fünfte im Dreisprung bei den Halleneuropameisterschaften in Genua. Beim Weitsprung der Olympischen Spiele in Barcelona schied sie in der Qualifikation aus. 1993 folgte einem siebten Platz bei den Hallenweltmeisterschaften in Toronto im Weitsprung ein sechster in der gleichen Disziplin und ein elfter im Dreisprung bei den Weltmeisterschaften in Stuttgart.
Im Jahr darauf gewann sie im Weitsprung Silber bei den Halleneuropameisterschaften in Paris und wurde Fünfte bei den Europameisterschaften in Helsinki. In derselben Disziplin schied sie bei den Weltmeisterschaften 1995 in Göteborg in der Qualifikation aus und wurde Fünfte bei den Halleneuropameisterschaften 1996 in Stockholm. Bei den Olympischen Spielen in Atlanta und bei den Weltmeisterschaften 1997 in Athen kam sie im Weitsprung nicht über die Vorrunde hinaus.
Von 1991 bis 1997 wurde sie siebenmal in Folge Österreichische Meisterin im Weitsprung. In der Halle holte sie sechsmal in dieser Disziplin den nationalen Titel (1991–1994, 1996, 1997).

## Persönliche Bestleistungen
- Weitsprung: 7,09 m, 5. Juni 1994, Sevilla (österreichischer Rekord)
  - Halle: 6,81 m, 14. Februar 1996, Moskau (österreichischer Rekord)
- Dreisprung: 13,75 m, 9. Juli 1997, Linz (österreichischer Rekord)
  - Halle: 13,67 m, 29. Februar 1992, Genua (österreichischer Rekord)